# Decetia accipiteraria
Decetia accipiteraria är en fjärilsart som beskrevs av Walker 1862. Decetia accipiteraria ingår i släktet Decetia och familjen Uraniidae. Inga underarter finns listade i Catalogue of Life.